# Perdiz

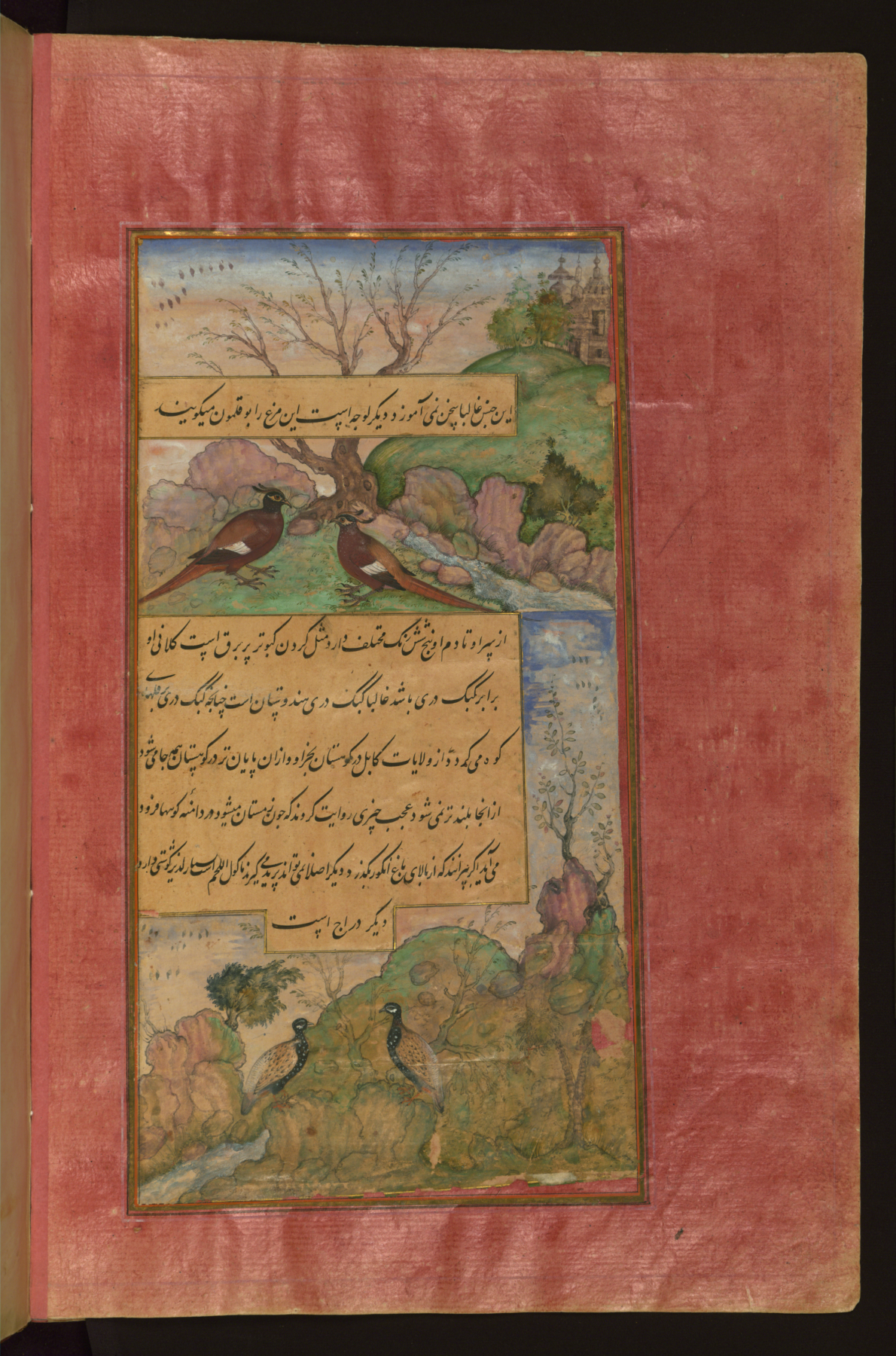
Perdices en una ilustración del Manuscrito de Baburnama, del

Las perdices son aves no migratorias de la familia Phasianidae nativas de Europa, Asia, África y Medio Oriente. Por extensión, en algunos lugares se llama "perdiz" a las especies americanas de la familia Odontophoridae, y a algunas especies de la familia Tinamidae (inambúes, tinamúes o "perdices americanas"). Las perdices son aves de mediano tamaño, que anidan en el suelo y comen semillas. Algunas especies son reconocidas por su carne, de alto valor culinario.
De acuerdo con la leyenda griega, la primera perdiz apareció cuando Dédalo arrojó a su sobrino Pérdix desde un monte, en un arrebato de ira.
En muchos países, pero sobre todo en Europa (España, Portugal, Italia) la caza de la perdiz es una costumbre muy arraigada, y en la actualidad genera importantes ingresos a las zonas dedicadas a esta práctica. Existen tres modalidades, al ojeo, al salto y la caza con reclamo,  la más popular de todas ellas.
En algunos países de Sudamérica se conoce como perdices a algunos miembros del clado Tinamidae: la perdiz colorada (Rhynchotus rufescens), la perdiz martineta copetona (Eudromia elegans) y la perdiz chica (Nothura maculosa). Estas no tienen relación alguna con las perdices del Viejo Mundo, excepto por similitudes en su aspecto exterior, que se debe a una convergencia evolutiva.

## Taxonomía
- Familia Phasianidae
  - Género Alectoris
    - Alectoris melanocephala - perdiz árabe
    - Alectoris magna - perdiz magna
    - Alectoris graeca - perdiz griega
    - Alectoris chukar - perdiz chucar
    - Alectoris philbyi - perdiz gorginegra
    - Alectoris barbara - perdiz moruna
    - Alectoris rufa - perdiz roja

  - Género Ammoperdix
    - Ammoperdix griseogularis - perdiz gorgigrís.
    - Ammoperdix heyi - perdiz desértica

  - Género Lerwa
    - Lerwa lerwa - perdiz Lerwa

  - Género Margaroperdix
    - Margaroperdix madagarensis - perdiz malgache

  - Género Melanoperdix
    - Melanoperdix niger - perdiz negra

  - Género Perdix
    - Perdix perdix (Linnaeus, 1758) - perdiz pardilla
    - Perdix dauurica (Pallas, 1811) - perdiz dáurica
    - Perdix hodgsoniae (Hodgson, 1857) - perdiz tibetana

  - Género Rollulus
    - Rollulus rouloul - perdiz roul roul
- Familia Odontophoridae
  - Género Dendrortyx - perdices del Nuevo Mundo
  - Género Odontophorus.